# 众兴乡
众兴乡，是中华人民共和国安徽省合肥市肥东县下辖的一个乡镇级行政单位。

## 行政区划
众兴乡下辖以下地区：
花灯村、沿河村、众兴村、华光村、范岗村、漕坊村、永安村、霞光村、谢岗村、大高村、联合村和八联村。